# Coniothyrium
Coniothyrium è un genere di funghi Ascomiceti.

## Specie
- Coniothyrium acaciae
- Coniothyrium bambusicola
- Coniothyrium cerealis
- Coniothyrium concentricum
- Coniothyrium cupressacearum
- Coniothyrium cydoniae
- Coniothyrium diplodiella
- Coniothyrium dracenae
- Coniothyrium equiseti
- Coniothyrium fagi
- Coniothyrium fraxini
- Coniothyrium glomeratum
- Coniothyrium herbarum
- Coniothyrium minitans
- Coniothyrium olivarum
- Coniothyrium palmarum
- Coniothyrium platani
- Coniothyrium quercinum
- Coniothyrium rhododendri
- Coniothyrium rosarum
- Coniothyrium tamaricis
- Coniothyrium viburni
- Coniothyrium wernsdorffiae